# 鞠運
鞠 運（きく うん、生没年不詳）は、五胡十六国時代の前燕の人物。東萊郡の出身。

## 生涯
前燕に仕え、参軍に任じられていた。
339年9月、燕王慕容皝は自称である王位を東晋に認めてもらうため、長史劉翔とともに海路で建康に赴いた。東晋に慕容皝の王位を認めてほしいとの要請と、時が来れば大挙して共に中原を平定したいとの慕容皝の書簡を送った。
これ以後の事績は、史書に記されていない。